# Église Saint-Didier d'Alixan
L'église Saint-Didier est une église catholique située à Alixan, dans le département de la Drôme en France.

## Historique

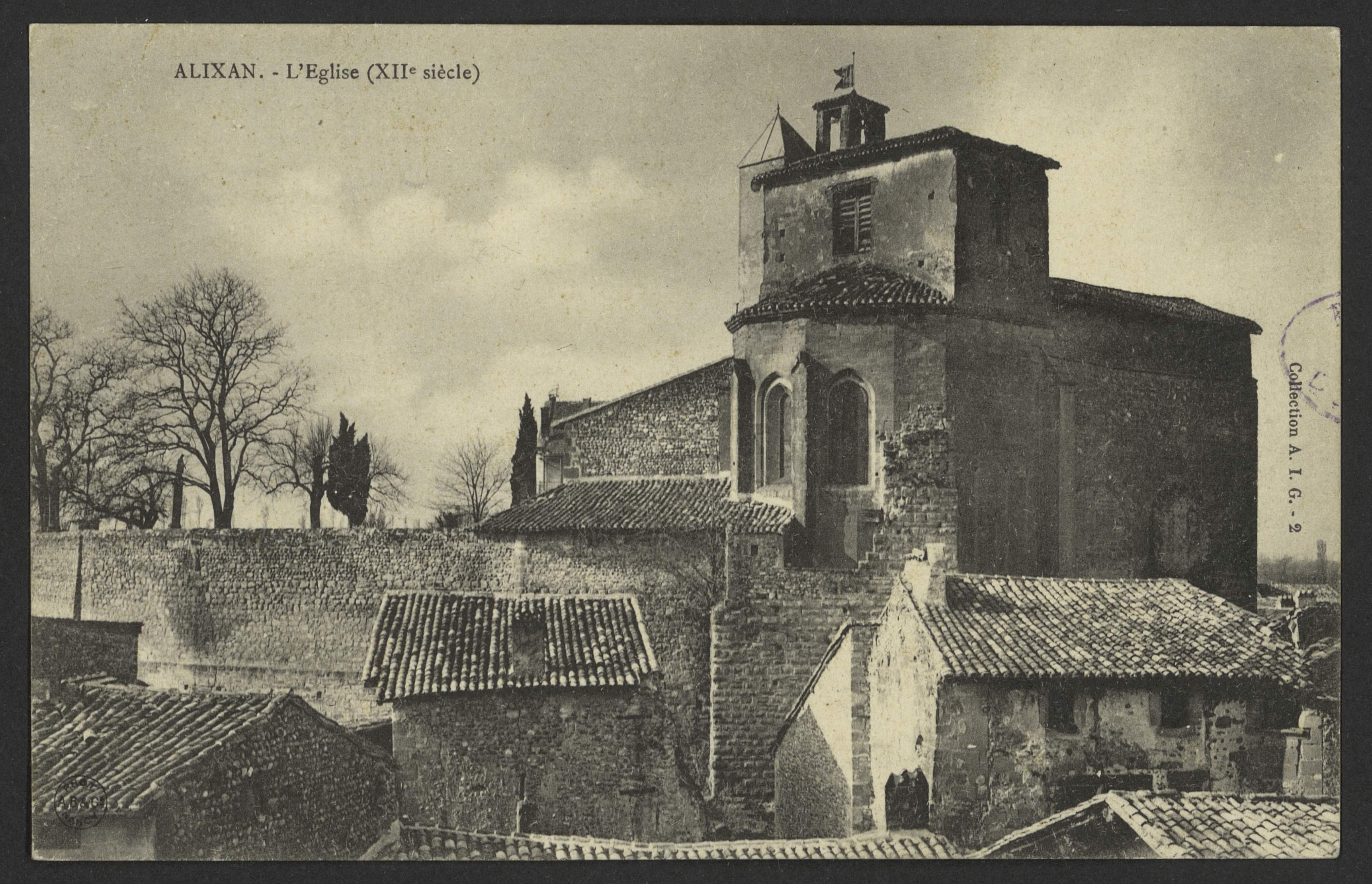
L'église Saint-Didier d'Alixan vers 1910

L'église Saint-Didier est une ancienne chapelle de style roman rattachée à un château féodal. Elle a été édifiée au XIIe siècle et se positionne sur une butte ceinturée de remparts. Inscrite (1927) et partiellement classée (1984) au titre des Monuments historiques, elle s'inscrit au cœur du village circulaire, lequel s’est développé en couches concentriques autour de cette butte.
L'édifice a bénéficié de nombreuses transformations dont:
- le porche d’entrée roman, chœur et première travée de nef gothique durant les XIIe siècle et XIIe siècle;
- des chapelles latérales ont été édifiées entre le XIVe siècle et XVIe siècle;
- les fonts baptismaux et le clocher-beffroi, ainsi que la voûte de la nef actuelle (de style roman), installé vers le XVIIe siècle et le XVIIIe siècle;
- l'escalier extérieur d’accès à la tribune, édicule protégeant l’entrée ouest a été ajouté au XIXe siècle.

Une restauration a été engagée par la municipalité et dont les travaux s'étaleront sur une période cinq ans, répartis en trois phases.

## Description
Cette église, plusieurs fois remaniée depuis le XIIe siècle, est l'ancienne chapelle d'un château féodal. Le portail roman, situé à l'ouest et masqué par un porche moderne, présente un arc souligné par un cordon de billettes. Il repose sur deux chapiteaux ornés de têtes de lions.
L'intérieur présente un Chœur qui permet d'attester d'une reprise de la construction à l'époque gothique. Les nervures de la voûte convergent vers une clef où figure en relief assez plat l'image du Christ bénissant. Le bâtiment présente donc un intérêt architectural du fait notamment de sa position sur cette ancienne motte castrale dont elle marque les limites du fait de sa position position à l'aplomb du mur de l'esplanade.

## Culte
L'église paroissiale (propriété de la commune) et la communauté catholique d'Alixan sont rattachées à la paroisse Saint Pierre des Monts du Matin (diocèse de Valence) et plus précisément à la communauté Saint-Jean, l'une des quatre communauté de la paroisse.

## Localisation
Cette église est située sur une colline positionnée au centre du bourg d'Alixan, petit village de la Drôme qu'elle domine. Le site n'est accessible qu'à pied.